# NutriAsia
NutriAsia, Inc. — филиппинская многонациональная продовольственная компания со штаб-квартирой в Тагиге. Была основана 1 октября 1991 года основателем Хоселито Кампосом.
Компания является одним из ведущих производителей приправ на Филиппинах.

## История
Основатель Хоселито Кампос основал Enriton Natural Foods, Inc. в 1991 году, с Nelicom в качестве единственного бренда. Позже в том же году Enriton приобретает Jufran и Mafran, а также вступает в совместное предприятие с Acres & Acres. Совместное предприятие тогда будет называться Southeast Asia Food Inc. (SAFI). В 1996 году SAFI приобретает Universal Foods Corporation (UFC) и создает холдинговую компанию NutriAsia, Inc. для приобретения.
В 2001 году NutriAsia объединилась с американской компанией H.J. Heinz Company (сейчас Kraft Heinz) для создания совместного предприятия Heinz-UFC Philippines, Inc., которое действовало до 2006 года.
В 2006 году компания приобрела 50-процентную долю Heinz в совместном предприятии и была переименована в UFC Philippines, Inc.
В 2009 году дочерние компании компании, включая Southeast Asia Food, Inc. (SAFI) и UFC Philippines, Inc., были поглощены холдинговой компанией NutriAsia, Inc.
В 2014 году NutriAsia приобрела Silver Swan Manufacturing Company, Inc. у семьи Суан и позже переименовала компанию в First PGMC Enterprises, Inc.

## Бренды
- Alcopro
- Amihan
- Big2
- Datu Puti
- Golden Fiesta
- Jufran
- Locally
- Mafran
- Mang Tomas
- Nelicom
- Papa
- Silver Swan
- UFC